# Леді Габріелла Кінгстон
Леді Габріелла Марина Александра Офелія Кінгстон (англ. Lady Gabriella Marina Alexandra Ophelia Kingston, при народженні Віндзор; нар. 23 квітня 1981) — британська письменниця та редактор. Вона є донькою принца і принцеси Майкл Кентських. Займає 56-те місце в черзі успадкування британського престолу.

## Молодість і освіта
Леді Габріелла народилася в лікарні Святої Марії в Лондоні. У неї є старший брат Фредерік, який народився 6 квітня 1979 року. Її охрестили 8 червня 1981 року в Королівській каплиці Сент-Джеймського палацу в Лондоні.
Хрещеними батьками леді Габріелли були Костянтин II Грецький; Маріано Гюго, князь Віндіш-Грец; Марина Огілві; Принцеса Антонія, маркіза Дору та леді Елізабет Шекерлі. Вона здобула освіту в Ґодстоу та школі Даун-Хаус у Колд-Еші, графство Беркшир.
В травні 2004 року Габріелла закінчила Браунський університет в Провіденсі, штат Род-Айленд, зі ступенем бакалавра порівняльної літератури та латинознавства.
В 2012 році вона здобула ступінь магістра соціальної антропології в коледжі Лінакр, Оксфорд.

## Кар'єра
Леді Габріелла працює письменницею та редактором. Вона пише  для The London Magazine.
Вона є директором правління Playing for Change Foundation, глобальної некомерційної організації, що займається освітою в галузі музики та мистецтва. Працювала з латиноамериканськими компаніями після того, як жила в регіоні, викладала англійську мову в Ріо-де-Жанейро та продюсувала музичні заходи в Буенос-Айресі.

## Особисте життя
Впродовж трьох років на початку 2000-х вона зустрічалася з журналістом Аатішом Тасіром. Вони познайомилися, коли вона була студенткою Браунського університету, а він — випускником Амхерстського коледжу, працюючи в журналі Time. У 2018 році він написав суперечливу статтю про свої стосунки з леді Габріеллою та королівською родиною для Vanity Fair.
19 вересня 2018 року Букінгемський палац оголосив про заручини леді Габріелли з випускником Брістольського університету та фінансистом Томасом Генрі Робіном Кінгстоном. Батько Томаса — адвокат Вільям Мартін Кінгстон, а його мати, Джилл Мері Кінгстон, при народженні Баче, — онука сера Вільяма Джозефа Пірмена-Сміта з Парк-Холлау. Томас і леді Габріелла заручилися на острові Сарк у серпні 2018 року. Весілля відбулося в каплиці Святого Георгія у Віндзорському замку 18 травня 2019 року, на ньому були присутні Єлизавета II і принц Філіп, герцог Единбурзький.
Леді Габріелла знепритомніла на церемонії прощання з королевою у Вестмінстер-Холі 14 вересня 2022 року.
27 лютого 2024 року Букінгемський палац повідомив про смерть Томаса Кінгстона. 1 березня стало відомо, що він застрелився.